# Nový Salaš
Nový Salaš (bis 1927 slowakisch „Nový Sálaš“; ungarisch Újszállás) ist eine Gemeinde im Osten der Slowakei mit 256 Einwohnern (Stand 31. Dezember 2024), die zum Okres Košice-okolie, einem Teil des Košický kraj, gehört und in der traditionellen Landschaft Abov liegt.

## Geographie
Die Gemeinde befindet sich im Gebirge Slanské vrchy, im kleinen Erosionskessel des Baches Terebľa im Einzugsgebiet der Roňava und somit des Bodrog, nahe der Staatsgrenze zu Ungarn. Das Ortszentrum liegt auf einer Höhe von 370 m n.m. und ist 28 Kilometer von Košice sowie 30 Kilometer von Trebišov entfernt (Straßenentfernung).
Nachbargemeinden sind Slanec im Westen und Norden, Kalša und Slivník (über einen Berührungspunkt) im Osten sowie Slanská Huta im Südosten und Süden.

## Geschichte
Nový Salaš wurde zum ersten Mal 1330 als Rumantheleke schriftlich erwähnt und lag im Herrschaftsgebiet der Burg Slanec. Weitere historische Bezeichnungen sind unter anderen Uy Szallas (1553), Vyszallas (1650), Uj-Szállas (1773) und Ujszállás cum officina vitrapia (1808). 1630 musste der Ort ein Neuntel in Höhe von je viertel Porta von Bauern- und Untermieterfamilien abgeben. Im 18. Jahrhundert war das Dorf Besitz des Geschlechts Forgách. 1828 zählte man 32 Häuser und 248 Einwohner, die als Hirten, Landwirte sowie als Glashüttenarbeiter beschäftigt waren.
Bis 1918/1919 gehörte der im Komitat Abaúj-Torna liegende Ort zum Königreich Ungarn und kam danach zur Tschechoslowakei beziehungsweise heute Slowakei. Im Jahr 1944 lag Nový Salaš sechs Wochen lang an der Front und erlitt erhebliche Schäden.

## Bevölkerung
| Jahr                | 1994 | 2004     | 2014    | 2024     |
| ------------------- | ---- | -------- | ------- | -------- |
| Anzahl der Personen | 222  | 197      | 210     | 256      |
| Unterschied         |      | −11,26 % | +6,59 % | +21,90 % |

| Jahr                | 2023 | 2024    |
| ------------------- | ---- | ------- |
| Anzahl der Personen | 246  | 256     |
| Unterschied         |      | +4,06 % |

Gemäß der Volkszählung 2011 wohnten in Nový Salaš 212 Einwohner, davon 207 Slowaken und ein Tscheche. Vier Einwohner machten keine Angabe zur Ethnie.
186 Einwohner bekannten sich zur römisch-katholischen Kirche und acht Einwohner zur griechisch-katholischen Kirche. Sieben Einwohner waren konfessionslos und bei 11 Einwohnern wurde die Konfession nicht ermittelt.

## Bauwerke
- römisch-katholische Kirche Himmelfahrt des Herrn, der Bau begann 1914, wegen des Ersten Weltkriegs und Arbeiterknappheit verzögerte sich die Fertigstellung bis 1936

## Verkehr
Nach Nový Salaš führt nur die Straße 3. Ordnung 3771 (Slanec–Slanská Huta). Der nächste Bahnanschluss an der Bahnstrecke Čierna nad Tisou–Košice ist in Slanec.